# Derde klasse hockey
De Derde klasse is vanaf seizoen 2018/2019 het zesde niveau in het Nederlandse hockey.
Er zijn vier parallelle poules, die naar regio zijn ingedeeld met elk maximaal 12 teams.
Elk team speelt tegen elke tegenstander twee keer (een keer thuis en een keer uit).

Promotie-/degradatieregeling vanaf seizoen 2018-2019:
- De nummers 1 en 2 van de derde klasse (poule A t/m D) promoveren rechtstreeks naar de Tweede klasse.
- De nummers 11 en 12 van de derde klasse (poule A t/m D) degraderen naar de Vierde klasse

Nederlandse competities: Hoofdklasse (zaal) · Promotieklasse · Overgangsklasse · Eerste klasse · Tweede klasse · Derde klasse · Vierde klasse · Gold Cup · Silver Cup

Nederlands kampioenschap: Lijst van Nederlandse landskampioenen hockey · Lijst van Nederlandse landskampioenen zaalhockey

Europese competities: Euro Hockey League · Europacup I · Europa Cup II · Europacup zaalhockey